# Rajd Włoch 1978
Rajd San Remo 1978 - Rajd Włoch (20. Rallye Sanremo) – 20 Rajd San Remo rozgrywany we Włoszech w dniach 3-7 października. Była to ósma runda Rajdowych Mistrzostw Świata producentów w roku 1978 oraz zarazem trzynasta runda Rajdowych Mistrzostw Świata kierowców tzw. Pucharu FIA Kierowców. Rajd został rozegrany na nawierzchni asfaltowej. Bazą rajdu było miasto San Remo.

## Wyniki końcowe rajdu[1]
| Msc. | Kierowca           | Pilot               | Samochód              | Czas     | Strata   | Grupa | Pkt zespół | Pkt kierowca |
| ---- | ------------------ | ------------------- | --------------------- | -------- | -------- | ----- | ---------- | ------------ |
| 1    | Markku Alén        | Ilkka Kivimäki      | Lancia Stratos HF     | 10:53.28 | 0.0      | 4     | 10+8       | 9            |
| 2.   | Maurizio Verini    | Arnaldo Bernacchini | Fiat 131 Abarth       | 11:04.00 | +10.32   | 4     | 9+7        | 6            |
| 3.   | Francis Vincent    | Willy Lux           | Porsche 911           | 11:10.31 | +17.03   | 4     | 8+6        | 4            |
| 4.   | Alberto Brambilla  | Mirko Perissutti    | Porsche 911           | 11:27.52 | +34.24   | 3     |            | 3            |
| 5.   | Mauro Pregliasco   | Vittorio Reisoli    | Alfa Romeo Alfetta GT | 11:30.48 | +37.20   | 2     | 6+8        | 2            |
| 6.   | Angelo Presotto    | Max Sghedoni        | Ford Escort RS2000    | 11:46.17 | +52.49   | 1     | 5+8        | 1            |
| 7.   | Christian Gardavot | Georges Otto        | Porsche 911           | 11:47.26 | +53.58   | 3     |            |              |
| 8.   | Christian Lunel    | Denise Emmanuelli   | Opel Kadett GT/E      | 12:08.16 | +1:14.48 | 1     | 3+7        |              |
| 9.   | Fabrizia Pons      | Gabriella Zappia    | Opel Kadett GT/E      | 12:10.12 | +1:16.44 | 1     |            |              |
| 10.  | Charles Alberti    | René Alemany        | Opel Kadett GT/E      | 12:30.56 | +1:37.28 | 2     |            |              |

## Punktacja

### Klasyfikacja producentów
| Lp | Producent | Pkt. |
| -- | --------- | ---- |
| 1  | Fiat      | 116  |
| 2  | Opel      | 84   |
| 3  | Ford      | 82   |
| 4  | Porsche   | 67   |
| 5  | Toyota    | 50   |

- Uwaga: Tabela obejmuje tylko pięć pierwszych miejsc.

### Klasyfikacja  FIA Cup for Rally Drivers
| Lp | Producent           | Pkt.    |
| -- | ------------------- | ------- |
| 1  | Markku Alén         | 43 (47) |
| 2  | Jean-Pierre Nicolas | 22      |
| 3  | Walter Röhrl        | 21      |
| 3  | Hannu Mikkola       | 21      |
| 5  | Björn Waldegård     | 12      |

- Uwaga: Tabela obejmuje tylko pięć pierwszych miejsc.